# Barbarea sicula
Barbarea sicula là một loài thực vật có hoa trong họ Cải. Loài này được C.Presl mô tả khoa học đầu tiên năm 1822.